# Ладво
Ладво — река в России, протекает по территории Костомукшского городского округа Республики Карелии. Длина реки — 19 км.
Река берёт начало из ламбины без названия.
Течёт преимущественно в северном направлении, протекая на своём пути через три озера: Верхнее-, Среднее- и Нижнее Ладво.
Ладво в общей сложности имеет пять малых притоков суммарной длиной 4,0 км.
Втекает с правого берега в реку Пирту, которая, в свою очередь, впадает в реку Вуокинйоки. Последняя впадает в реку Судно, которая впадает в озеро Верхнее Куйто.
Населённые пункты на реке отсутствуют.
Код объекта в государственном водном реестре — 02020000812102000003007.